# Karl Friedrich Wider
Karl Friedrich Wider (1792 – 1841) è stato un aracnologo tedesco.

## Biografia
Pastore di Beerfelden, comune tedesco dell'Odenwald.
Fu un appassionato collezionista di animali ed in particolar modo di aracnidi della Germania; la sua vasta collezione, i numerosi disegni e manoscritti formarono il primo nucleo del Museo naturalistico Senckenberg di Francoforte, fra i maggiori della Germania.
Nel 1834 il medico Adolf Reuss pubblicò in suo nome questo materiale, in cui si descrivono numerosi taxa che, a distanza di quasi due secoli, portano ancora il suo nome quale descrittore.
Notevole è stata la cura con cui allestiva la sua collezione: è una delle poche al mondo che si è conservata pressoché integra dopo tutti questi decenni.

## Taxa descritti
- Coelotes terrestris Wider, 1834 - genere di ragni della famiglia Agelenidae
- Crustulina guttata Wider, 1834 - genere di ragni della famiglia Theridiidae
- Erigone dentipalpis Wider, 1834 - genere di ragni della famiglia Linyphiidae
- Macrargus rufus Wider, 1834 - genere di ragni della famiglia Linyphiidae
- Neriene peltata Wider, 1834 - genere di ragni della famiglia Linyphiidae
- Tapinopa longidens Wider, 1834 - genere di ragni della famiglia Linyphiidae
- Tenuiphantes tenebricola Wider, 1834 - genere di ragni della famiglia Linyphiidae
- Walckenaeria antica Wider, 1834 - genere di ragni della famiglia Linyphiidae

## Taxa denominati in suo onore
- Allochernes wideri C. L. Koch, 1843 - pseudoscorpione della famiglia Chernetidae
- Ceratinella wideri (Thorell, 1871) - ragno della famiglia Linyphiidae
- Wideria Simon, 1864 - precedente denominazione di Walckenaeria Blackwall, 1833, genere di ragni della famiglia Linyphiidae

## Pubblicazioni
- Wider, F., 1834 - Arachniden. In Reuss, A., Zoologische miscellen. Mus. Senck. (Abh.) vol.1, pp. 195–276.